# 比尔·汉兹利克
威廉·亨利·汉兹利克（英語：William Henry Hanzlik，1957年12月6日—），美国NBA联盟前职业篮球运动员。他在1980年的NBA选秀中第1轮第20顺位被西雅图超音速选中。